# Manifestations de 2019 en Catalogne
Des manifestations en Catalogne ont lieu en 2019 en réaction au verdict du procès des indépendantistes catalans, depuis le 14 octobre 2019.

## Contexte

### En Catalogne
Les manifestations de 2019 en Catalogne ont été déclenchées par le verdict du Procès des indépendantistes catalans. Celui-ci est lui-même la conséquence judiciaire de la Déclaration d'indépendance de la Catalogne en 2017 et de la crise qui s'est ensuivie.

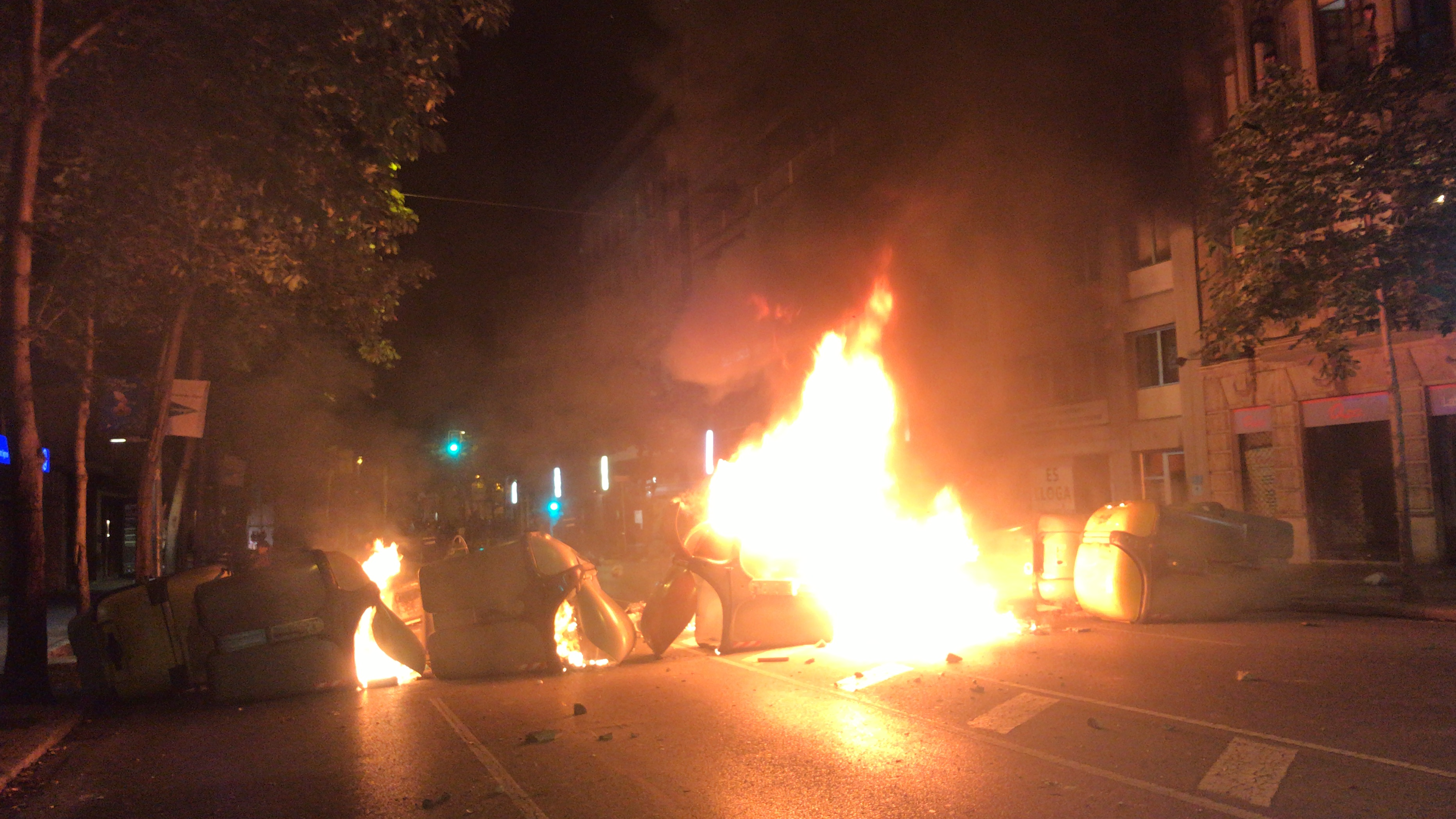
Barricade en feu le 16 octobre
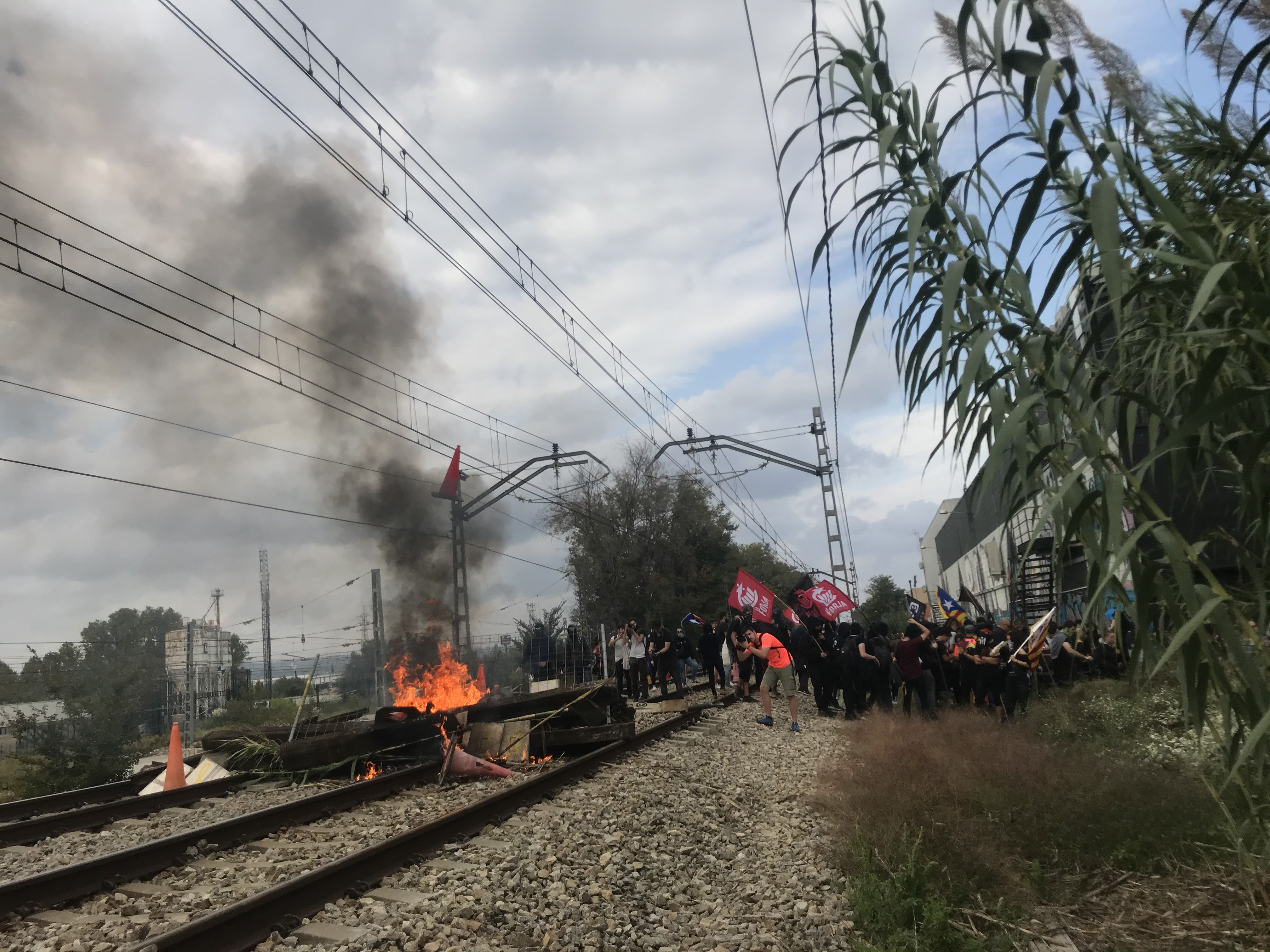
Manifestants Pro-indépendance bloquant une ligne menant à la gare de Gérone le 14 octobre.